# RA 4 (Italië)
De RA 4 of raccordo autostradale 4 is een autosnelweg in Italië. De RA4 vormt de verbinding tussen de autosnelweg A2dirRC als ringweg langs Reggio Calabria met de SS106. De RA4 is 5,5 kilometer lang. 